# Carmara atriceps
Carmara atriceps är en fjärilsart som beskrevs av George Francis Hampson 1893. Carmara atriceps ingår i släktet Carmara och familjen nattflyn. Inga underarter finns listade i Catalogue of Life.